# Pittore di Pronomo
Pittore di Pronomos (fl. V-IV secolo a.C.) è il nome convenzionale assegnato ad un ceramografo attico la cui produzione è ispirata all'operato del Pittore del dinos.

## Biografia
La sua opera più nota è il grande cratere a volute di Napoli, raffigurante un'evocazione del mondo teatrale caratterizzata da un forte realismo. Questa ha preso il nome del flautista Pronomo, seduta al centro della composizione raffigurante attori mentre studiano atteggiamenti teatrali e posture. John Beazley attribuisce al Pittore di Pronomo altri due crateri a campana e una grande lekythos contraddistinta pure quella da evocazioni del mondo dionisiaco.